# Noord-Macedonië op de Olympische Winterspelen 2022
Noord-Macedonië nam deel aan de Olympische Winterspelen 2022 in Peking in China.

## Deelnemers en resultaten

### Langlaufen
Maximaal vier deelnemers per onderdeel
Lange afstanden
Mannen
| Naam        | Onderdeel         | Uitslag   | Uitslag |
| Naam        | Onderdeel         | Tijd      | Rang    |
| ----------- | ----------------- | --------- | ------- |
| Stavre Jada | 50 km vrije stijl | 1:25:41,8 | 56      |

Vrouwen
| Naam            | Onderdeel             | Uitslag | Uitslag |
| Naam            | Onderdeel             | Tijd    | Rang    |
| --------------- | --------------------- | ------- | ------- |
| Ana Cvetanovska | 10 km klassieke stijl | 39:57,7 | 95      |

Sprint
Mannen
| Naam        | Onderdeel | Kwalificatie | Kwalificatie | Kwartfinales   | Kwartfinales   | Halve finales  | Halve finales  | Finale         | Finale |
| Naam        | Onderdeel | Tijd         | Rang         | Tijd           | Rang           | Tijd           | Rang           | Tijd           | Rang   |
| ----------- | --------- | ------------ | ------------ | -------------- | -------------- | -------------- | -------------- | -------------- | ------ |
| Stavre Jada | Sprint    | 3:29,13      | 86           | niet geplaatst | niet geplaatst | niet geplaatst | niet geplaatst | niet geplaatst | 86     |

Albanië · Amerikaans-Samoa · Amerikaanse Maagdeneilanden · Andorra · Argentinië · Armenië · Australië · Azerbeidzjan · België · Bolivia · Bosnië en Herzegovina · Brazilië · Bulgarije · Canada · Chili · China · Chinees Taipei · Colombia · Cyprus · Denemarken · Duitsland · Ecuador · Eritrea · Estland · Filipijnen · Finland · Frankrijk · Georgië · Ghana · Griekenland · Groot-Brittannië · Haïti · Hongarije · Hongkong · Ierland · IJsland · India · Iran · Israël · Italië · Jamaica · Japan · Kazachstan · Kirgizië · Kosovo · Kroatië · Letland · Libanon · Liechtenstein · Litouwen · Luxemburg · Madagaskar · Maleisië · Malta · Marokko · Mexico · Moldavië · Monaco · Mongolië · Montenegro · Nederland · Nieuw-Zeeland · Nigeria · Noord-Macedonië · Noorwegen · Oekraïne · Oezbekistan · Oost-Timor · Oostenrijk · Pakistan · Peru · Polen · Portugal · Puerto Rico · Roemenië · San Marino · Saoedi-Arabië · Servië · Slovenië · Slowakije · Spanje · Thailand · Trinidad en Tobago · Tsjechië · Turkije · Verenigde Staten · Wit-Rusland · Zuid-Korea · Zweden · Zwitserland
Russische ploeg